# Šta mi značiš
Šta mi značiš je jedanaesti studijski album pevačice Merime Njegomir. Objavljen je u izdanju PGP RTS kao CD, LP i kaseta 24. septembra 1993. godine. Na albumu se nalazi jedan od najvećih hitova u Meriminoj karijeri, pesma Ruzmarin.

## Pesme na albumu
| Br. | Naziv                      | Muzika                | Tekst                 | Aranžman         |
| --- | -------------------------- | --------------------- | --------------------- | ---------------- |
| 1.  | Ruzmarin                   | Miša Marković         | Miša Marković         | Boban Prodanović |
| 2.  | Šta mi značiš              | Miša Marković         | Miša Marković         | Boban Prodanović |
| 3.  | Dovoljna je dobra pesma    | Miša Marković         | B. Đukić              | Boban Prodanović |
| 4.  | Ti si moja jabuka od zlata | Miša Marković         | Enver Šadinlija       | Boban Prodanović |
| 5.  | Volim da te volim          | Predrag Vuković Vukas | Predrag Vuković Vukas | Boban Prodanović |
| 6.  | Što te nema                | Radoslav Graić        | Radomir Mićunović     | Boban Prodanović |
| 7.  | Postelja bola              | Predrag Vuković Vukas | Predrag Vuković Vukas | Boban Prodanović |
| 8.  | Snegovi decembra           | Predrag Vuković Vukas | Predrag Vuković Vukas | Boban Prodanović |

## Spoljašnje veze
- Šta mi značiš na discogs.com